# Iheringichthys labrosus
Iheringichthys labrosus là một loài cá nheo râu dài có nguồn gốc từ các lưu vực sông Paraná và lưu vực sông Uruguay ở Argentina, Brasil, Paraguay và Uruguay. Loài này phát triển đến chiều dài 29,7 cm (11,7 in).